# Piasecki X-49
Die Piasecki X-49A „Speedhawk“, anfangs als Sikorsky YSH-60F bezeichnet, ist ein experimenteller Kombinationsflugschrauber des US-amerikanischen Herstellers Piasecki Aircraft Corporation, der an einer serienmäßigen SH-60F-Hubschrauberzelle die von Piasecki patentierte Schubvektorsteuerung in einem Mantelpropeller (Vectored Thrust Ducted Propeller, VTDP) verwendet, um den mit dieser Technik möglichen Leistungsgewinn zu ermitteln. Das Programm wurde 2008 beendet. Die Programmkosten beliefen sich auf insgesamt 26,1 Mio. US-Dollar.

## Geschichte
Piasecki entwickelte und testete erfolgreich das VTDP-Konzept fast 40 Jahre vorher bereits mit den Mustern 16H-1 Pathfinder und 16H-1A Pathfinder II. Die hier entwickelte Technik fand dann zuerst Anwendung bei der Konstruktion der Lockheed YAH-56A Cheyenne AAFSS. Im Oktober 2000 oder erst 2003 (die Quellen differieren hier) schloss das Naval Air Systems Command (NAVAIR) mit Piasecki einen Vertrag über die Modifikation eines Sikorsky SH-60F mit dem VTDP-System ab. Der Hubschrauber wurde von der Navy gestellt. NAVAIR bezeichnete das Projekt anfänglich als YSH-60F/VTDP, änderte dies aber später in X-49A. Im Jahr 2004 wurde das Programm vom NAVAIR an das US Army’s Aviation Applied Technology Directorate (AATD) übergeben.
Der Erstflug erfolgte am 29. Juni 2007 auf dem in Wilmington (Delaware) gelegenen New-Castle-Flugerprobungszentrum von Boeing in der Nähe von Philadelphia. Die Flugerprobung umfasste anfangs lediglich den Leistungsbereich innerhalb des Flugenveloppes der SH-60. Danach führte Piasecki ein Testprogramm von 80 Flügen durch, bei dem die Handhabung und Leistungsfähigkeit des VTDP-Systems im Mittelpunkt stand und das 2008 beendet wurde. Je nach Quelle werden als in der Erprobung erreichte Höchstgeschwindigkeit Werte zwischen 270 und 386 km/h angegeben. In jedem Falle hatte sich das VTDP-System als in der Praxis einsetzbares Konzept für Flugschrauber herausgestellt. Piasecki plante VTDP auch im Zusammenhang mit einem Vorschlag für das FVL-Programm (Joint Multi-Role Demonstrator, JMR-TD) umzusetzen, jedoch erhielt das Unternehmen keinen Auftrag zum Bau eines Prototyps.

## Konstruktion
Im Piasecki-Werk wurde der gesamte Heckabschnitt der SH-60F entfernt und gegen das VTDP ausgetauscht. Dieses besteht aus einer kreisförmigen, mit einem Profil versehenen Propellerummantelung mit hinter dem Achtblatt-Propeller angeordnetem Höhen- und Seitenruder. Zusätzlich wurden im unteren Teil des Rumpfs mit Flaperons versehene Tragflächen mit etwa 12 m Spannweite angebracht. Der zusätzliche Auftrieb durch die Tragflächen verringert zum einen die Rotorflächenbelastung, außerdem kann die Rotordrehzahl so weit verringert werden, dass durch den kleineren Strömungswiderstand der Hubschrauber eine höhere Geschwindigkeit, Gipfelhöhe und Reichweite erreichen kann. Das Fahrwerk wurde beibehalten, lediglich das Spornrad wurde unter den Propellermantel verlegt. Durch die Änderungen ergab sich eine Gewichtserhöhung um 726 kg.

## Technische Daten
| Kenngröße             | Daten                                             |
| --------------------- | ------------------------------------------------- |
| Besatzung             | 3                                                 |
| Länge                 | 19,76 m                                           |
| Spannweite            | ca. 12 m                                          |
| Rotordurchmesser      | 16,36                                             |
| Leermasse             | 6200 kg                                           |
| Startmasse            | 9930 kg                                           |
| Höchstgeschwindigkeit | 328 km/h                                          |
| Marschgeschwindigkeit | 270 km/h                                          |
| Reichweite            | 600 km                                            |
| Dienstgipfelhöhe      | 5800 m                                            |
| Triebwerke            | 2 × General Electric T700-GE-401C mit je 1620 WPS |